# 2015-ös Formula–1 bahreini nagydíj
A bahreini nagydíj volt a 2015-ös Formula–1 világbajnokság negyedik futama, amelyet 2015. április 17. és április 19. között rendeztek meg a bahreini Bahrain International Circuiten, Szahírban.

## Szabadedzések

### Első szabadedzés
A bahreini nagydíj első szabadedzését április 17-én, pénteken délután tartották.
| helyezés | versenyző        | csapat/motor         | elért idő  | különbség | futott kör |
| -------- | ---------------- | -------------------- | ---------- | --------- | ---------- |
| 1        | Kimi Räikkönen   | Ferrari              | 1:37,827   | −         | 13         |
| 2        | Sebastian Vettel | Ferrari              | 1:38,029   | +0,202    | 12         |
| 3        | Valtteri Bottas  | Williams-Mercedes    | 1:38,390   | +0,563    | 23         |
| 4        | Carlos Sainz Jr. | Toro Rosso-Renault   | 1:38,447   | +0,620    | 14         |
| 5        | Daniel Ricciardo | Red Bull-Renault     | 1:38,455   | +0,628    | 17         |
| 6        | Max Verstappen   | Toro Rosso-Renault   | 1:38,504   | +0,677    | 22         |
| 7        | Fernando Alonso  | McLaren-Honda        | 1:38,598   | +0,771    | 18         |
| 8        | Felipe Nasr      | Sauber-Ferrari       | 1:38,628   | +0,801    | 17         |
| 9        | Danyiil Kvjat    | Red Bull-Renault     | 1:38,661   | +0,834    | 17         |
| 10       | Felipe Massa     | Williams-Mercedes    | 1:38,790   | +0,963    | 21         |
| 11       | Sergio Pérez     | Force India-Mercedes | 1:38,793   | +0,966    | 15         |
| 12       | Pastor Maldonado | Lotus-Mercedes       | 1:38,842   | +1,015    | 23         |
| 13       | Nico Hülkenberg  | Force India-Mercedes | 1:39,187   | +1,360    | 20         |
| 14       | Jolyon Palmer    | Lotus-Mercedes       | 1:39,283   | +1,456    | 31         |
| 15       | Nico Rosberg     | Mercedes             | 1:39,293   | +1,466    | 23         |
| 16       | Lewis Hamilton   | Mercedes             | 1:39,532   | +1,705    | 22         |
| 17       | Marcus Ericsson  | Sauber-Ferrari       | 1:39,534   | +1,707    | 21         |
| 18       | Will Stevens     | Manor-Ferrari        | 1:42,973   | +5,146    | 12         |
| 19       | Roberto Merhi    | Manor-Ferrari        | 1:44,265   | +6,438    | 15         |
| 20       | Jenson Button    | McLaren-Honda        | idő nélkül | –         | 2          |

### Második szabadedzés
A bahreini nagydíj második szabadedzését április 17-én, pénteken este tartották.
| helyezés | versenyző        | csapat/motor         | elért idő | különbség | futott kör |
| -------- | ---------------- | -------------------- | --------- | --------- | ---------- |
| 1        | Nico Rosberg     | Mercedes             | 1:34,647  | –         | 31         |
| 2        | Lewis Hamilton   | Mercedes             | 1:34,762  | +0,115    | 33         |
| 3        | Kimi Räikkönen   | Ferrari              | 1:35,174  | +0,527    | 30         |
| 4        | Sebastian Vettel | Ferrari              | 1:35,277  | +0,630    | 26         |
| 5        | Valtteri Bottas  | Williams-Mercedes    | 1:35,280  | +0,633    | 36         |
| 6        | Daniel Ricciardo | Red Bull-Renault     | 1:35,449  | +0,802    | 27         |
| 7        | Pastor Maldonado | Lotus-Mercedes       | 1:35,474  | +0,827    | 34         |
| 8        | Felipe Nasr      | Sauber-Ferrari       | 1:35,793  | +1,146    | 27         |
| 9        | Danyiil Kvjat    | Red Bull-Renault     | 1:35,883  | +1,236    | 23         |
| 10       | Felipe Massa     | Williams-Mercedes    | 1:35,884  | +1,237    | 35         |
| 11       | Marcus Ericsson  | Sauber-Ferrari       | 1:36,148  | +1,501    | 34         |
| 12       | Fernando Alonso  | McLaren-Honda        | 1:36,191  | +1,544    | 22         |
| 13       | Romain Grosjean  | Lotus-Mercedes       | 1:36,334  | +1,687    | 31         |
| 14       | Carlos Sainz Jr. | Toro Rosso-Renault   | 1:36,471  | +1,824    | 32         |
| 15       | Nico Hülkenberg  | Force India-Mercedes | 1:36,805  | +2,158    | 30         |
| 16       | Max Verstappen   | Toro Rosso-Renault   | 1:36,917  | +2,270    | 26         |
| 17       | Sergio Pérez     | Force India-Mercedes | 1:37,062  | +2,415    | 33         |
| 18       | Will Stevens     | Manor-Ferrari        | 1:39,131  | +4,484    | 21         |
| 19       | Jenson Button    | McLaren-Honda        | 1:39,209  | +4,562    | 15         |
| 20       | Roberto Merhi    | Manor-Ferrari        | 1:40,592  | +5,945    | 26         |

### Harmadik szabadedzés
A bahreini nagydíj harmadik szabadedzését április 18-án, szombaton délután tartották.
| helyezés | versenyző        | csapat/motor         | elért idő | különbség | futott kör |
| -------- | ---------------- | -------------------- | --------- | --------- | ---------- |
| 1        | Lewis Hamilton   | Mercedes             | 1:34,599  | –         | 13         |
| 2        | Sebastian Vettel | Ferrari              | 1:34,668  | +0,069    | 14         |
| 3        | Nico Rosberg     | Mercedes             | 1:34,968  | +0,369    | 16         |
| 4        | Kimi Räikkönen   | Ferrari              | 1:35,141  | +0,542    | 13         |
| 5        | Valtteri Bottas  | Williams-Mercedes    | 1:35,393  | +0,794    | 18         |
| 6        | Felipe Massa     | Williams-Mercedes    | 1:35,471  | +0,872    | 15         |
| 7        | Pastor Maldonado | Lotus-Mercedes       | 1:36,307  | +1,708    | 14         |
| 8        | Daniel Ricciardo | Red Bull-Renault     | 1:36,335  | +1,736    | 8          |
| 9        | Nico Hülkenberg  | Force India-Mercedes | 1:36,421  | +1,822    | 13         |
| 10       | Felipe Nasr      | Sauber-Ferrari       | 1:36,429  | +1,830    | 18         |
| 11       | Jenson Button    | McLaren-Honda        | 1:36,488  | +1,889    | 14         |
| 12       | Danyiil Kvjat    | Red Bull-Renault     | 1:36,548  | +1,949    | 7          |
| 13       | Marcus Ericsson  | Sauber-Ferrari       | 1:36,612  | +2,013    | 17         |
| 14       | Max Verstappen   | Toro Rosso-Renault   | 1:36,684  | +2,085    | 11         |
| 15       | Sergio Pérez     | Force India-Mercedes | 1:36,727  | +2,128    | 14         |
| 16       | Fernando Alonso  | McLaren-Honda        | 1:36,899  | +2,300    | 11         |
| 17       | Carlos Sainz Jr. | Toro Rosso-Renault   | 1:36,979  | +2,380    | 14         |
| 18       | Romain Grosjean  | Lotus-Mercedes       | 1:37,151  | +2,552    | 17         |
| 19       | Will Stevens     | Manor-Ferrari        | 1:39,745  | +5,146    | 12         |
| 20       | Roberto Merhi    | Manor-Ferrari        | 1:40,541  | +5,942    | 14         |

## Időmérő edzés
A bahreini nagydíj időmérő edzését április 18-án, szombaton futották.
| helyezés              | rajtszám | versenyző        | csapat/motor         | 1. rész    | 2. rész  | 3. rész  | rajthely | futott kör |
| --------------------- | -------- | ---------------- | -------------------- | ---------- | -------- | -------- | -------- | ---------- |
| 1                     | 44       | Lewis Hamilton   | Mercedes             | 1:33,928   | 1:32,669 | 1:32,571 | 1        | 16         |
| 2                     | 5        | Sebastian Vettel | Ferrari              | 1:34,919   | 1:33,623 | 1:32,982 | 2        | 12         |
| 3                     | 6        | Nico Rosberg     | Mercedes             | 1:34,398   | 1:33,878 | 1:33,129 | 3        | 16         |
| 4                     | 7        | Kimi Räikkönen   | Ferrari              | 1:34,568   | 1:33,540 | 1:33,227 | 4        | 15         |
| 5                     | 77       | Valtteri Bottas  | Williams-Mercedes    | 1:34,161   | 1:33,897 | 1:33,381 | 5        | 16         |
| 6                     | 19       | Felipe Massa     | Williams-Mercedes    | 1:34,488   | 1:33,551 | 1:33,744 | 6        | 16         |
| 7                     | 3        | Daniel Ricciardo | Red Bull-Renault     | 1:34,691   | 1:34,403 | 1:33,832 | 7        | 15         |
| 8                     | 27       | Nico Hülkenberg  | Force India-Mercedes | 1:35,653   | 1:34,613 | 1:34,450 | 8        | 15         |
| 9                     | 55       | Carlos Sainz Jr. | Toro Rosso-Renault   | 1:35,371   | 1:34,641 | 1:34,462 | 9        | 18         |
| 10                    | 8        | Romain Grosjean  | Lotus-Mercedes       | 1:35,007   | 1:34,123 | 1:34,484 | 10       | 20         |
| 11                    | 11       | Sergio Pérez     | Force India-Mercedes | 1:35,451   | 1:34,704 |          | 11       | 12         |
| 12                    | 12       | Felipe Nasr      | Sauber-Ferrari       | 1:35,310   | 1:34,737 |          | 12       | 9          |
| 13                    | 9        | Marcus Ericsson  | Sauber-Ferrari       | 1:35,438   | 1:35,034 |          | 13       | 9          |
| 14                    | 14       | Fernando Alonso  | McLaren-Honda        | 1:35,205   | 1:35,039 |          | 14       | 10         |
| 15                    | 33       | Max Verstappen   | Toro Rosso-Renault   | 1:35,611   | 1:35,103 |          | 15       | 14         |
| 16                    | 13       | Pastor Maldonado | Lotus-Mercedes       | 1:35,677   |          |          | 16       | 7          |
| 17                    | 26       | Danyiil Kvjat    | Red Bull-Renault     | 1:35,800   |          |          | 17       | 6          |
| 18                    | 28       | Will Stevens     | Manor-Ferrari        | 1:38,713   |          |          | 18       | 6          |
| 19                    | 98       | Roberto Merhi    | Manor-Ferrari        | 1:39,722   |          |          | 19       | 6          |
| 107%-os idő: 1:40,502 |          |                  |                      |            |          |          |          |            |
| nk[1]                 | 22       | Jenson Button    | McLaren-Honda        | idő nélkül |          |          | 20       | 1          |

Megjegyzés:
- ↑ 1:  — Jenson Button nem tudott mért kört teljesíteni műszaki hiba miatt, de megkapta a rajtengedélyt.[2]

## Futam
A bahreini nagydíj futama április 19-én, vasárnap rajtolt.
| helyezés | rajtszám | versenyző        | csapat/motor         | futott kör | idő/kiesés oka | rajthely | pont |
| -------- | -------- | ---------------- | -------------------- | ---------- | -------------- | -------- | ---- |
| 1        | 44       | Lewis Hamilton   | Mercedes             | 57         | 1:35:05,809    | 1        | 25   |
| 2        | 7        | Kimi Räikkönen   | Ferrari              | 57         | +3,380         | 4        | 18   |
| 3        | 6        | Nico Rosberg     | Mercedes             | 57         | +6,033         | 3        | 15   |
| 4        | 77       | Valtteri Bottas  | Williams-Mercedes    | 57         | +42,957        | 5        | 12   |
| 5        | 5        | Sebastian Vettel | Ferrari              | 57         | +43,989        | 2        | 10   |
| 6        | 3        | Daniel Ricciardo | Red Bull-Renault     | 57         | +1:01,751      | 7        | 8    |
| 7        | 8        | Romain Grosjean  | Lotus-Mercedes       | 56         | +1:24,763      | 10       | 6    |
| 8        | 11       | Sergio Pérez     | Force India-Mercedes | 56         | +1 kör         | 11       | 4    |
| 9        | 26       | Danyiil Kvjat    | Red Bull-Renault     | 56         | +1 kör         | 17       | 2    |
| 10       | 19       | Felipe Massa     | Williams-Mercedes    | 56         | +1 kör         | 6[2]     | 1    |
| 11       | 14       | Fernando Alonso  | McLaren-Honda        | 56         | +1 kör         | 14       |      |
| 12       | 12       | Felipe Nasr      | Sauber-Ferrari       | 56         | +1 kör         | 12       |      |
| 13       | 27       | Nico Hülkenberg  | Force India-Mercedes | 56         | +1 kör         | 8        |      |
| 14       | 9        | Marcus Ericsson  | Sauber-Ferrari       | 56         | +1 kör         | 13       |      |
| 15       | 13       | Pastor Maldonado | Lotus-Mercedes       | 56         | +1 kör         | 18[1]    |      |
| 16       | 28       | Will Stevens     | Manor-Ferrari        | 55         | +2 kör         | 20[1]    |      |
| 17       | 98       | Roberto Merhi    | Manor-Ferrari        | 54         | +3 kör         | 19[1]    |      |
| ki       | 33       | Max Verstappen   | Toro Rosso-Renault   | 34         | elektronika    | 15       |      |
| ki       | 55       | Carlos Sainz Jr. | Toro Rosso-Renault   | 29         | kerék          | 9        |      |
| ni[3]    | 22       | Jenson Button    | McLaren-Honda        | 0          | erőforrás      | –        |      |

Megjegyzés:
- ↑ 1:  — Pastor Maldonado véletlenül a 18. helyen állt fel a rajtrácsra, ezáltal a mögötte lévő Will Stevens-nek eggyel hátrébb kellett rajtolni, míg a 16. rajtkocka üresen maradt. Maldonado ezért 5 másodperces büntetést kapott.[3]
- ↑ 2:  — Felipe Massa nem tudott elindulni a felvezető körre, ezért a boxutcából kellett rajtolnia.[4]
- ↑ 3:  — Jenson Button műszaki hiba miatt nem tudott rajthoz állni a futamon.[5]

## A világbajnokság állása a verseny után
| H   | Versenyzők       | Pont | H   | Konstruktőrök        | Pont |
| --- | ---------------- | ---- | --- | -------------------- | ---- |
| 1.  | Lewis Hamilton   | 93   | 1.  | Mercedes             | 159  |
| 2.  | Nico Rosberg     | 66   | 2.  | Ferrari              | 107  |
| 3.  | Sebastian Vettel | 65   | 3.  | Williams-Mercedes    | 61   |
| 4.  | Kimi Räikkönen   | 42   | 4.  | Red Bull-Renault     | 23   |
| 5.  | Felipe Massa     | 31   | 5.  | Sauber-Ferrari       | 19   |
| 6.  | Valtteri Bottas  | 30   | 6.  | Lotus-Mercedes       | 12   |
| 7.  | Daniel Ricciardo | 19   | 7.  | Toro Rosso-Renault   | 12   |
| 8.  | Felipe Nasr      | 14   | 8.  | Force India-Mercedes | 11   |
| 9.  | Romain Grosjean  | 12   | 9.  | McLaren-Honda        | 0    |
| 10. | Nico Hülkenberg  | 6    | 10. | Manor-Ferrari        | 0    |

(A teljes táblázat)

## Statisztikák
- Vezető helyen:
  - Lewis Hamilton: 49 kör (1-15), (18-33) és (40-57)
  - Kimi Räikkönen: 7 kör (16-17) és (35-39)
  - Nico Rosberg: 1 kör (34)
- Lewis Hamilton 36. győzelme és 42. pole-pozíciója.
- Kimi Räikkönen 41. leggyorsabb köre.
- A Mercedes 32. győzelme.
- Lewis Hamilton 74., Kimi Räikkönen 78., Nico Rosberg 30. dobogós helyezése.